# Villemaréchal
Villemaréchal est une commune nouvelle française située dans le département de Seine-et-Marne en région Île-de-France, créée le 1er janvier 2019.
Elle regroupe l'ancienne commune de Villemaréchal et Saint-Ange-le-Viel qui devient commune déléguée.

## Géographie

### Localisation

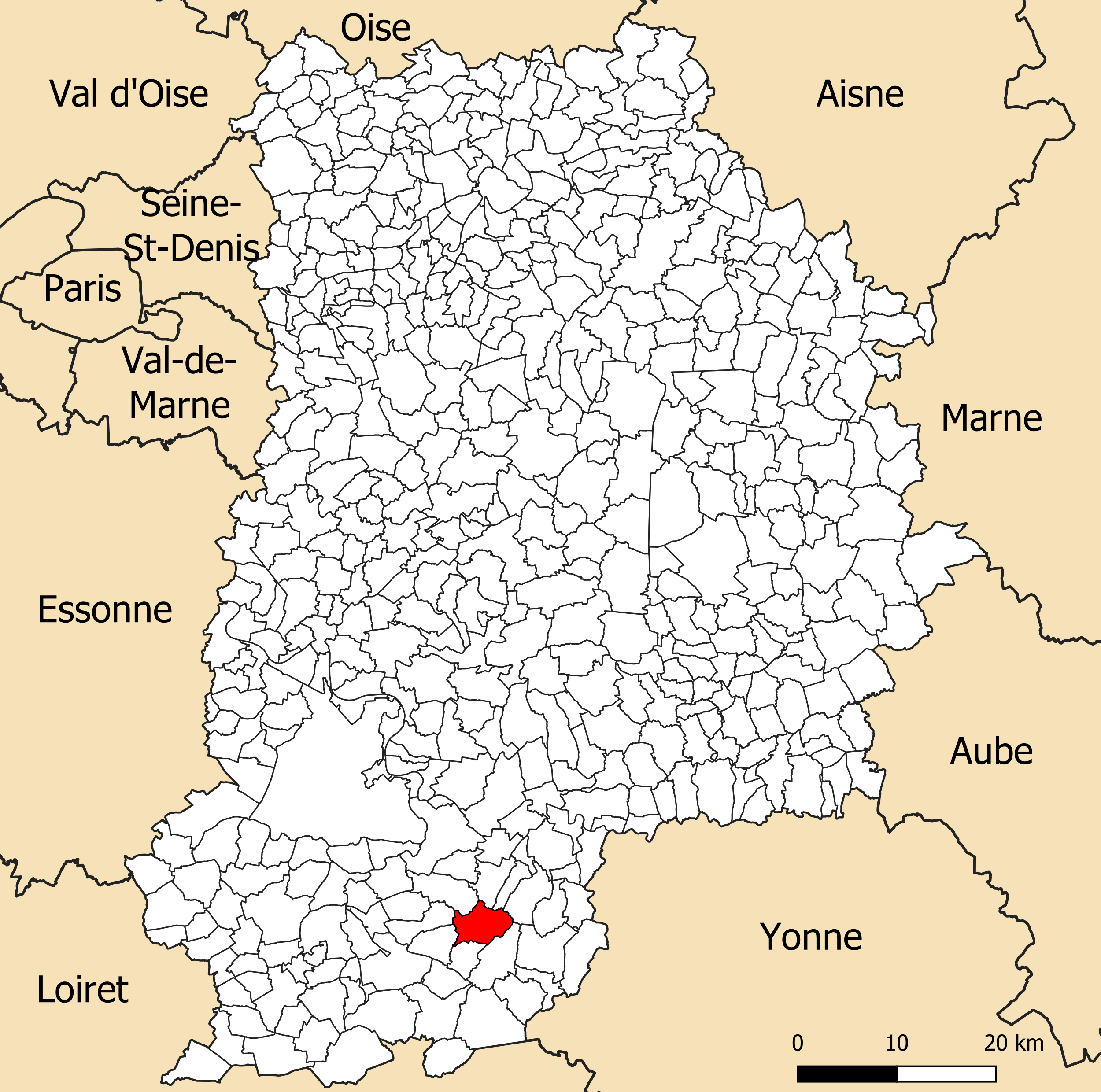
Localisation de la commune de Villemaréchal dans le département de Seine-et-Marne.

La commune est située à environ  14 kilomètres à l’est de Nemours.

### Communes limitrophes
| Villemer           | Dormelles Flagy | Thoury-Férottes         |
| Treuzy-Levelay     | Villemaréchal   |                         |
| Nanteau-sur-Lunain | Paley           | Lorrez-le-Bocage-Préaux |

### Géologie et relief
L'altitude de la commune varie de 82 mètres à 148 mètres pour le point le plus haut, le centre du bourg se situant à environ 118 mètres d'altitude (mairie). Elle est classée en zone de sismicité 1, correspondant à une sismicité très faible.

### Hydrographie
La commune n’est traversée par aucun cours d'eau.

### Climat
Pour des articles plus généraux, voir Climat de l'Île-de-France et Climat de Seine-et-Marne.
En 2010, le climat de la commune est de type climat océanique dégradé des plaines du Centre et du Nord, selon une étude du CNRS s'appuyant sur une série de données couvrant la période 1971-2000. En 2020, Météo-France publie une typologie des climats de la France métropolitaine dans laquelle la commune est exposée à un climat océanique altéré et est dans la région climatique Nord-est du bassin Parisien, caractérisée par un ensoleillement médiocre, une pluviométrie moyenne régulièrement répartie au cours de l’année et un hiver froid (3 °C).
Pour la période 1971-2000, la température annuelle moyenne est de 11,1 °C, avec une amplitude thermique annuelle de 15,3 °C. Le cumul annuel moyen de précipitations est de 729 mm, avec 11,8 jours de précipitations en janvier et 7,4 jours en juillet. Pour la période 1991-2020, la température moyenne annuelle observée sur la station météorologique la plus proche, située sur la commune de Nemours à 13 km à vol d'oiseau, est de 12,0 °C et le cumul annuel moyen de précipitations est de 690,3 mm,. Pour l'avenir, les paramètres climatiques de la commune estimés pour 2050 selon différents scénarios d'émission de gaz à effet de serre sont consultables sur un site dédié publié par Météo-France en novembre 2022.

### Milieux naturels et biodiversité

#### Espaces protégés
La protection réglementaire est le mode d’intervention le plus fort pour préserver des espaces naturels remarquables et leur biodiversité associée,.
Un  espace protégé est présent sur la commune : 
la zone de transition de la réserve de biosphère « Fontainebleau et Gâtinais », créée en 1998 et d'une superficie totale de 150 544 ha (95 595 ha pour la zone de transition). Cette réserve de biosphère, d'une grande biodiversité, comprend trois grands ensembles : une grande moitié ouest à dominante agricole, l’emblématique forêt de Fontainebleau au centre, et le Val de Seine à l’est. La structure de coordination est l'Association de la Réserve de biosphère de Fontainebleau et du Gâtinais, qui comprend un conseil scientifique et un Conseil Education, unique parmi les Réserves de biosphère françaises,.

## Urbanisme

### Typologie
Au 1er janvier 2024, Villemaréchal est catégorisée commune rurale à habitat dispersé, selon la nouvelle grille communale de densité à sept niveaux définie par l'Insee en 2022.
Elle est située hors unité urbaine. Par ailleurs la commune fait partie de l'aire d'attraction de Paris, dont elle est une commune de la couronne,. Cette aire regroupe 1 929 communes,.

### Occupation des sols
L'occupation des sols de la commune, telle qu'elle ressort de la base de données européenne d’occupation biophysique des sols Corine Land Cover (CLC), est marquée par l'importance des territoires agricoles (82,7 % en 2018), une proportion identique à celle de 1990 (83,2 %). La répartition détaillée en 2018 est la suivante : 
terres arables (73,6% ), forêts (10,6% ), zones agricoles hétérogènes (9,1% ), zones urbanisées (6,7 %).
Parallèlement, L'Institut Paris Région, agence d'urbanisme de la région Île-de-France, a mis en place un inventaire numérique de l'occupation du sol de l'Île-de-France, dénommé le MOS (Mode d'occupation du sol), actualisé régulièrement depuis sa première édition en 1982. Réalisé à partir de photos aériennes, le Mos distingue les espaces naturels, agricoles et forestiers mais aussi les espaces urbains (habitat, infrastructures, équipements, activités économiques, etc.) selon une classification pouvant aller jusqu'à 81 postes, différente de celle de Corine Land Cover,,. L'Institut met également à disposition des outils permettant de visualiser par photo aérienne l'évolution de l'occupation des sols de la commune entre 1949 et 2018.

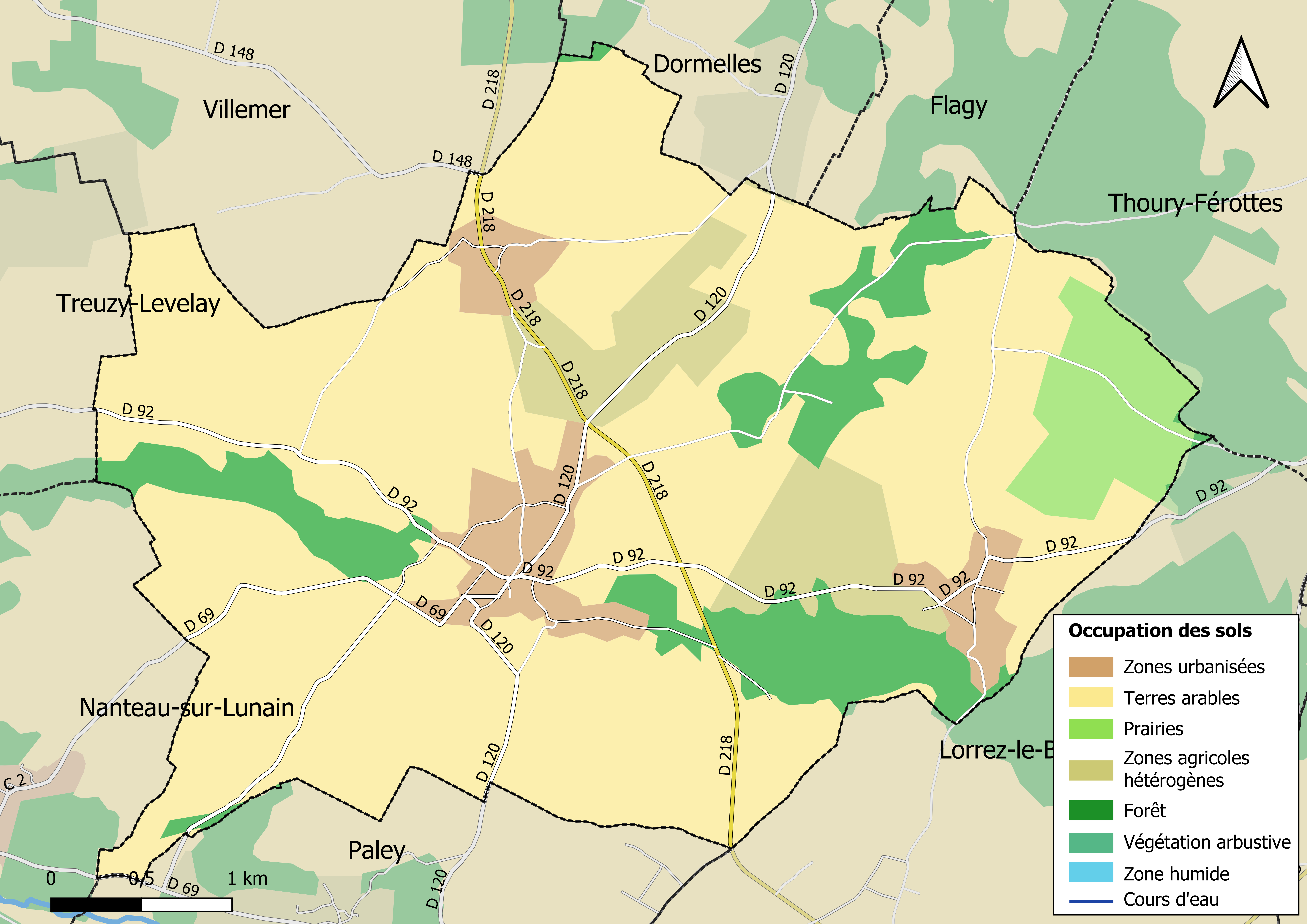
Carte des infrastructures et de l'occupation des sols en 2018 (CLC) de la commune.
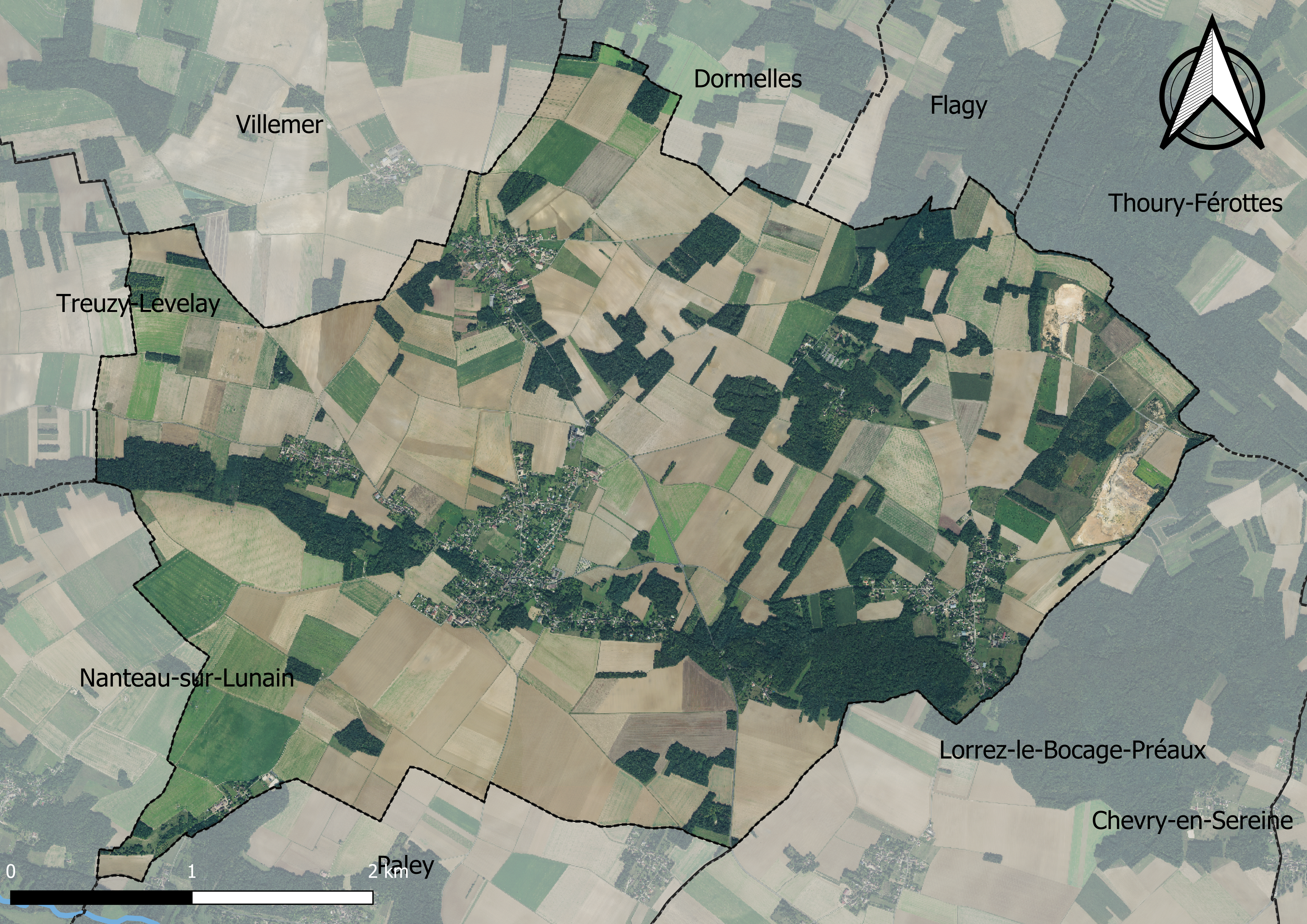
Carte orhophotogrammétrique de la commune.
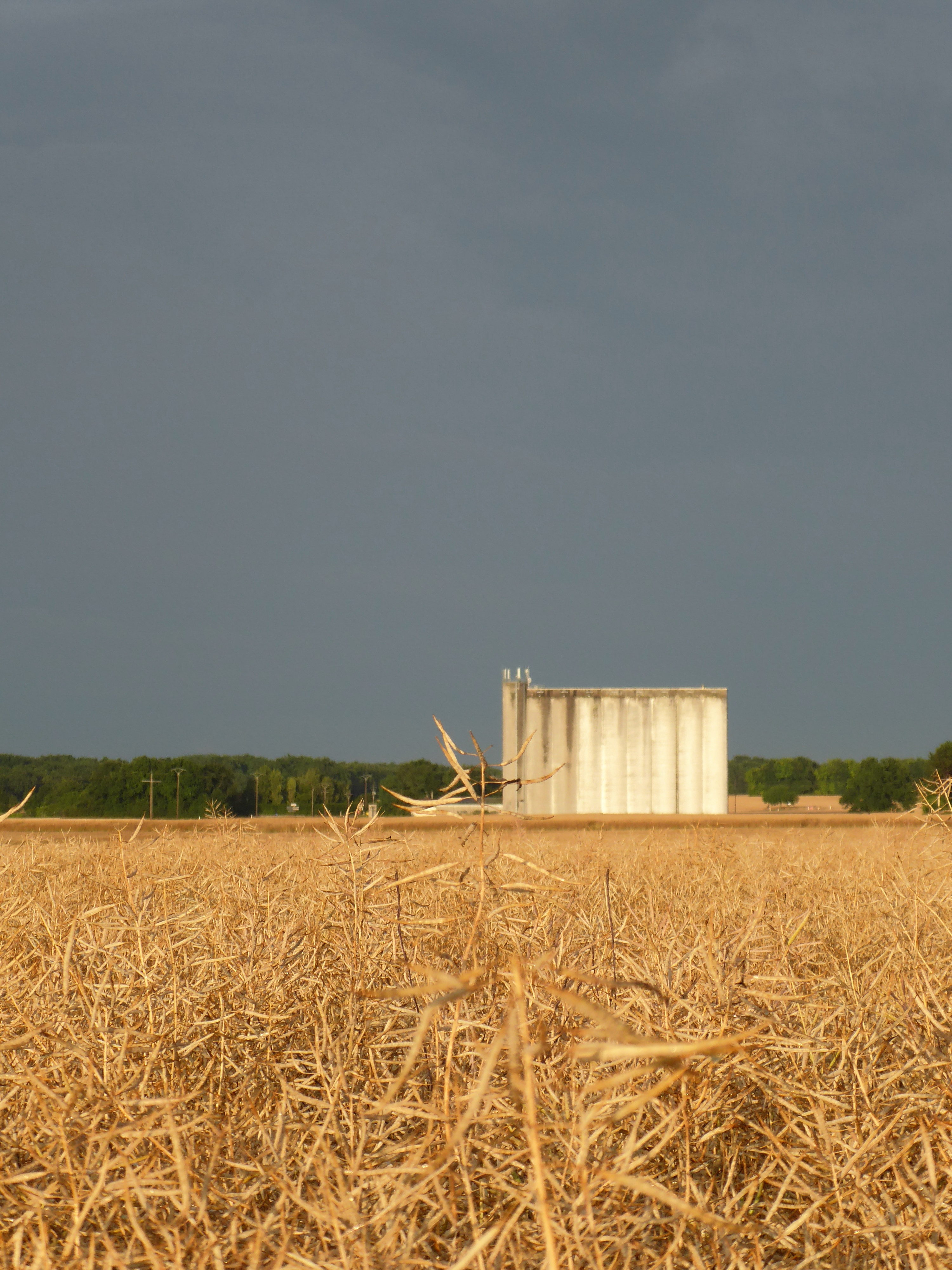
Le silo de Villemaréchal au second plan d'un champ de colza prêt à être récolté.

### Planification
La loi SRU du 13 décembre 2000 a incité les communes à se regrouper au sein d’un établissement public, pour déterminer les partis d’aménagement de l’espace au sein d’un SCoT, un document d’orientation stratégique des politiques publiques à une grande échelle et à un horizon de 20 ans et s'imposant aux documents d'urbanisme locaux, les PLU (Plan local d'urbanisme). La commune est dans le territoire du SCOT Seine et Loing, dont le projet a été arrêté le 3 juillet 2019, porté par le syndicat mixte d’études et de programmation (SMEP) Seine et Loing rassemblant à la fois 44 communes et trois communautés de communes.
La commune disposait en 2019 d'un plan local d'urbanisme approuvé. Le zonage réglementaire et le règlement associé peuvent être consultés sur le Géoportail de l'urbanisme.

### Lieux-dits et écarts
La commune compte 148 lieux-dits administratifs répertoriés consultables ici dont le Tremblay, la Charmoy, les Chatards, la Fontaine, Boisroux, Vaupuiseau, les Buffeteaux.

### Logement
En 2016, le nombre total de logements dans la commune était de 
525 dont 99,6 % de maisons et 0,2 % d’appartements.
Parmi ces logements, 81 % étaient des résidences principales, 12,9 % des résidences secondaires et 6,1 % des logements vacants.
La part des ménages fiscaux propriétaires de leur résidence principale s’élevait à 92 % contre 6,6 % de locataires et 1,4 % logés gratuitement,.

### Voies de communication et transports

#### Transports
La gare SNCF la plus proche est  la Gare de Nemours - Saint-Pierre, située à environ 16,7 kilomètres, (21 minutes). Elle est desservie par des trains de la ligne R du Transilien et par des trains TER.
La commune est desservie par les lignes 9B et 9D du réseau de bus Vallée du Loing - Nemours.

## Toponymie
Le nom de la localité est mentionné sous les formes Villa Marchad en 1198 ; Villa Marchaz en 1235 ; Villa Marchesium vers 1350 ; Ville Mareschal en 1570.
De l'oïl ville et de l'oïl marchas, maréchas « flaque, marais ». Villemaréchal est une « villa de marais ».

## Politique et administration

### Administration municipale
Jusqu'aux élections municipales de 2020, le conseil municipal de la nouvelle commune est constitué de l'ensemble des conseillers municipaux des anciennes communes.
| Nom                   | Code Insee | Intercommunalité        | Superficie (km2) | Population (dernière pop. légale) | Densité (hab./km2) |
| --------------------- | ---------- | ----------------------- | ---------------- | --------------------------------- | ------------------ |
| Villemaréchal (siège) | 77504      | CC Moret Seine et Loing | 17,46            | 1 067 (2022)                      | 61                 |
| Saint-Ange-le-Viel    | 77399      | CC Moret Seine et Loing | 3,23             | 235 (2016)                        | 73                 |

#### Liste des maires
| Période      | Période  | Identité       | Étiquette | Qualité                            |
| ------------ | -------- | -------------- | --------- | ---------------------------------- |
| janvier 2019 | En cours | Laurence Klein |           | Contrôleur des Douanes en retraite |

### Administration ancienne
| Période                                  | Période       | Identité       | Étiquette | Qualité                            |
| ---------------------------------------- | ------------- | -------------- | --------- | ---------------------------------- |
| Les données manquantes sont à compléter. |               |                |           |                                    |
| mars 2001                                | mars 2014     | Claude Pierre  |           |                                    |
| mars 2014                                | décembre 2018 | Laurence Klein |           | Contrôleur des Douanes en retraite |

### Jumelages
- Starzach (Allemagne).

Le jumelage est né officiellement le 12 juillet 1992 en France à Chevry-en-Sereine et en août 1993 à Starzach.
Côté français, le jumelage comprend les cinq villages de Villemaréchal , Blennes, Chevry-en-Sereine, Saint-Ange-le-Viel et Ville-Saint-Jacques. Côté allemand, Starzach regroupe les localités de Bierlingen, Börstingen, Felldorf, Sulzau et Wachendorf.

## Équipements et services

### Eau et assainissement
L’organisation de la distribution de l’eau potable, de la collecte et du traitement des eaux usées et pluviales relève des communes. La loi NOTRe de 2015 a accru le rôle des EPCI à fiscalité propre en leur transférant cette compétence. Ce transfert devait en principe être effectif au 1er janvier 2020, mais la loi Ferrand-Fesneau du 3 août 2018 a introduit la possibilité d’un report de ce transfert au 1er janvier 2026,.

#### Assainissement des eaux usées
En 2020, la commune de Villemaréchal ne dispose pas d'assainissement collectif,.
L’assainissement non collectif (ANC) désigne les installations individuelles de traitement des eaux domestiques qui ne sont pas desservies par un réseau public de collecte des eaux usées et qui doivent en conséquence traiter elles-mêmes leurs eaux usées avant de les rejeter dans le milieu naturel. Le Villemaréchal (commune nouvelle 01/01/2019)La commune assure le service public d'assainissement non collectif (SPANC), qui a pour mission de vérifier la bonne exécution des travaux de réalisation et de réhabilitation, ainsi que le bon fonctionnement et l’entretien des installations,.

#### Eau potable
En 2020, l'alimentation en eau potable est assurée par la commune qui gère le service en régie,,.
Les nappes de Beauce et du Champigny sont classées en zone de répartition des eaux (ZRE), signifiant un déséquilibre entre les besoins en eau et la ressource disponible. Le changement climatique est susceptible d’aggraver ce déséquilibre. Ainsi afin de renforcer la garantie d’une distribution d’une eau de qualité en permanence sur le territoire du département, le troisième Plan départemental de l’eau signé, le 3 octobre 2017, contient un plan d’actions afin d’assurer avec priorisation la sécurisation de l’alimentation en eau potable des Seine-et-Marnais. À cette fin a été préparé et publié en décembre 2020 un schéma départemental d’alimentation en eau potable de secours dans lequel huit secteurs prioritaires sont définis. La commune fait partie du secteur Bocage.

## Population et société

### Démographie
Les habitants sont  les Villemarchais et ses habitantes les Villemarchaises.
L'évolution du nombre d'habitants est connue à travers les recensements de la population effectués dans la commune depuis 1793. Pour les communes de moins de 10 000 habitants, une enquête de recensement portant sur toute la population est réalisée tous les cinq ans, les populations de référence des années intermédiaires étant quant à elles estimées par interpolation ou extrapolation. Pour la commune, le premier recensement exhaustif entrant dans le cadre du nouveau dispositif a été réalisé en 2006.

En 2022, la commune comptait 1 067 habitants, en évolution de +21,94 % par rapport à 2016 (Seine-et-Marne : +3,92 %, France hors Mayotte : +2,11 %).
| 1793 | 1800 | 1806 | 1821 | 1831 | 1836 | 1841 | 1846 | 1851 |
| ---- | ---- | ---- | ---- | ---- | ---- | ---- | ---- | ---- |
| 522  | 520  | 553  | 580  | 628  | 692  | 702  | 693  | 726  |

| 1856 | 1861 | 1866 | 1872 | 1876 | 1881 | 1886 | 1891 | 1896 |
| ---- | ---- | ---- | ---- | ---- | ---- | ---- | ---- | ---- |
| 721  | 754  | 707  | 678  | 672  | 663  | 673  | 642  | 656  |

| 1901 | 1906 | 1911 | 1921 | 1926 | 1931 | 1936 | 1946 | 1954 |
| ---- | ---- | ---- | ---- | ---- | ---- | ---- | ---- | ---- |
| 596  | 584  | 574  | 493  | 499  | 474  | 484  | 463  | 427  |

| 1962 | 1968 | 1975 | 1982 | 1990 | 1999 | 2006 | 2011 | 2016 |
| ---- | ---- | ---- | ---- | ---- | ---- | ---- | ---- | ---- |
| 387  | 361  | 394  | 484  | 644  | 791  | 841  | 830  | 875  |

| 2021  | 2022  | - | - | - | - | - | - | - |
| ----- | ----- | - | - | - | - | - | - | - |
| 1 082 | 1 067 | - | - | - | - | - | - | - |

### Enseignement
L'école de Villemaréchal fait partie du Regroupement pédagogique intercommunal de la Vallée du Lunain
En 2020-2021, les deux classes utilisent chacune un mini-réseau d'ordinateurs équipés de la distribution PrimTux.

### Associations
- AHVB : Association Historique de Villemaréchal-Boisroux.
- Comité des fêtes de Villemaréchal
- Gulliver77 : Groupe Utilisateurs de Logiciels Libres à Villemaréchal et sa région

### Événements
- Fête de la Saint-Wulfran, début septembre.

## Économie

### Revenus de la population et fiscalité
En 2018, le nombre de ménages fiscaux de la commune était de 426, représentant 1 108 personnes et la  médiane du revenu disponible par unité de consommation  de 25 430 euros.

### Emploi
En 2017 , le nombre total d’emplois dans la zone était de 102, occupant 506 actifs  résidants.
Le taux d'activité de la population (actifs ayant un emploi) âgée de 15 à 64 ans s'élevait à 69,3 % contre un taux de chômage de 4,8 %.
Les 25,9 % d’inactifs se répartissent de la façon suivante : 9,2 % d’étudiants et stagiaires non rémunérés, 10 % de retraités ou préretraités et 6,7 % pour les autres inactifs.

### Secteurs d'activité

#### Entreprises et commerces
En 2018, le nombre d'établissements actifs était de 62 dont 3 dans l’industrie manufacturière, industries extractives et autres, 15 dans la construction, 15 dans le commerce de gros et de détail, transports, hébergement et restauration, 3 dans l’Information et communication, 9 dans les activités spécialisées, scientifiques et techniques et activités de services administratifs et de soutien, 12 dans l’administration publique, enseignement, santé humaine et action sociale et 5  étaient relatifs aux autres activités de services.
En 2019, 7 entreprises ont été créées sur le territoire de la commune, dont 5 individuelles.
Au 1er janvier 2021, la commune ne disposait pas d’hôtel et de terrain de camping.

#### Agriculture
Villemaréchal est dans la petite région agricole dénommée la « Bocage gâtinais », à l'extrême sud du département. En 2010, l'orientation technico-économique de l'agriculture sur la commune est la culture de céréales et d'oléoprotéagineux (COP).
Si la productivité agricole de la Seine-et-Marne se situe dans le peloton de tête des départements français, le département enregistre un double phénomène de disparition des terres cultivables (près de 2 000 ha par an dans les années 1980, moins dans les années 2000) et de réduction d'environ 30 % du nombre d'agriculteurs dans les années 2010. Cette tendance se retrouve au niveau de la commune où le nombre d’exploitations est passé de 16 en 1988 à 9 en 2010. Parallèlement, la taille de ces exploitations augmente, passant de 57 ha en 1988 à 115 ha en 2010.
Le tableau ci-dessous présente les principales caractéristiques des exploitations agricoles de Villemaréchal, observées sur une période de 22 ans : 
|                                      | 1988 | 2000  | 2010  |
| ------------------------------------ | ---- | ----- | ----- |
| Dimension économique,                |      |       |       |
| Nombre d’exploitations (u)           | 16   | 14    | 9     |
| Travail (UTA)                        | 31   | 22    | 12    |
| Surface agricole utilisée (ha)       | 912  | 1 149 | 1 038 |
| Cultures                             |      |       |       |
| Terres labourables (ha)              | 900  | 1 140 | 1 030 |
| Céréales (ha)                        | 635  | 686   | 655   |
| dont blé tendre (ha)                 | 419  | 495   | 357   |
| dont maïs-grain et maïs-semence (ha) | 80   | s     | s     |
| Tournesol (ha)                       | 96   | s     |       |
| Colza et navette (ha)                | 46   | 106   | 192   |
| Élevage                              |      |       |       |
| Cheptel (UGBTA)                      | 74   | 5     | 47    |

## Culture locale et patrimoine

### Lieux et monuments
- Église Saint-Pierre-aux-Liens, dont les parties les plus anciennes datent du XIIIe siècle[52].

L'association historique AHVB a installé une pierre devant l'église pour symboliser le passage au 3e millénaire.
- Un menhir se trouve en limite de commune avec Nanteau-sur-Lunain.

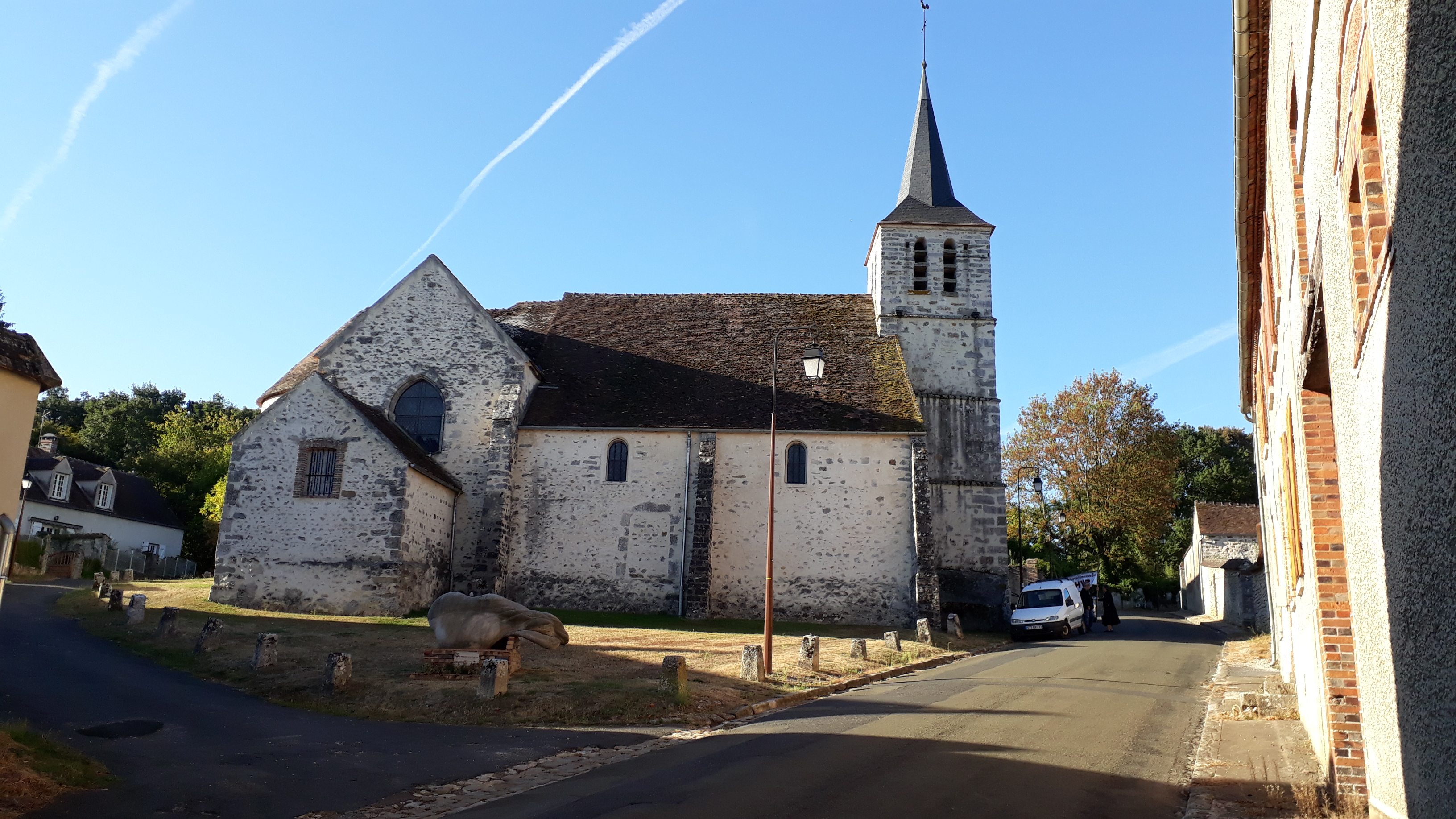
L'église de Villemaréchal.
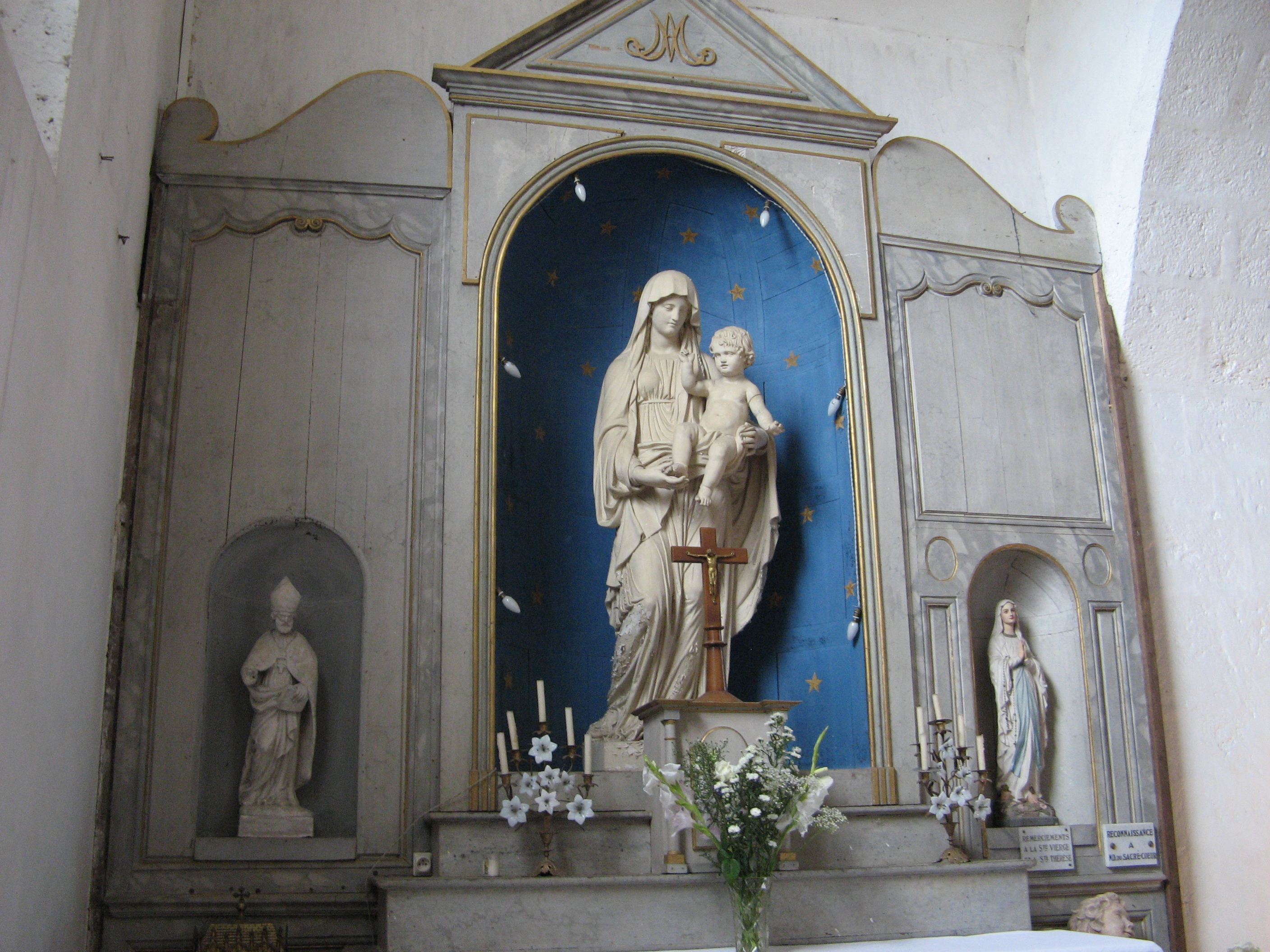
Intérieur de Saint-Pierre-aux-Liens.
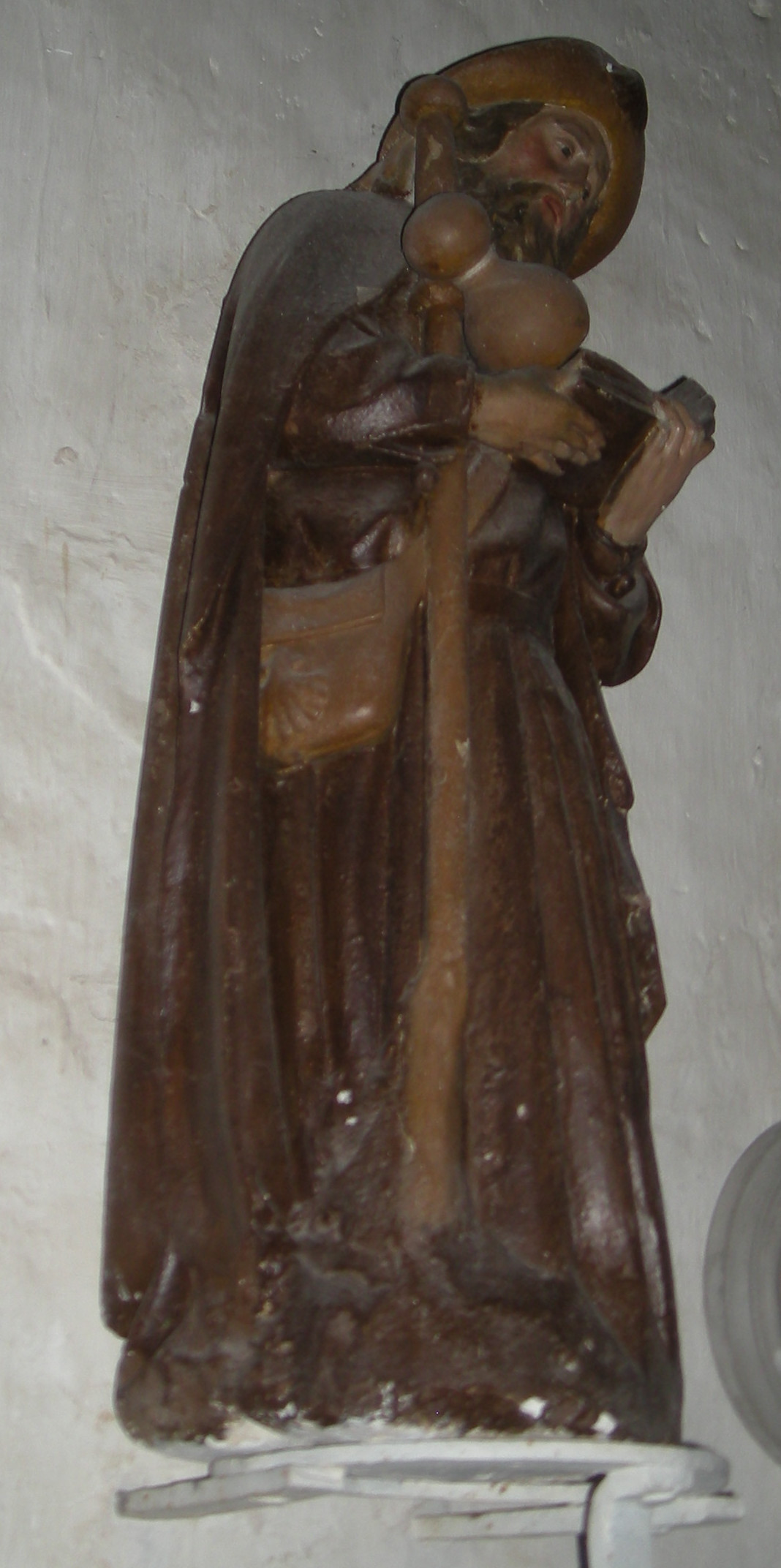
Saint-Jacques de Compostelle.
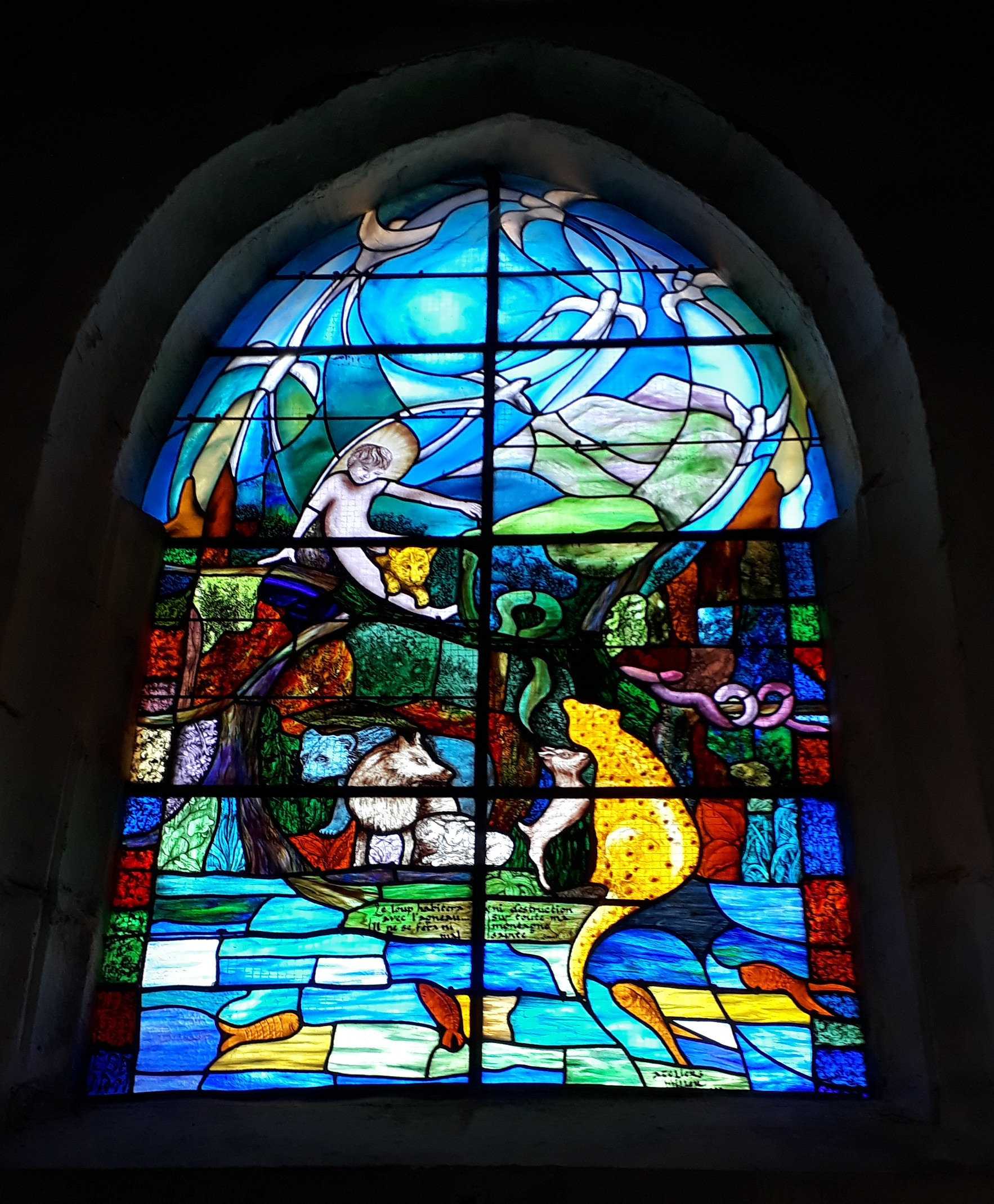
Villemarechal - Vitrail dans l'église.

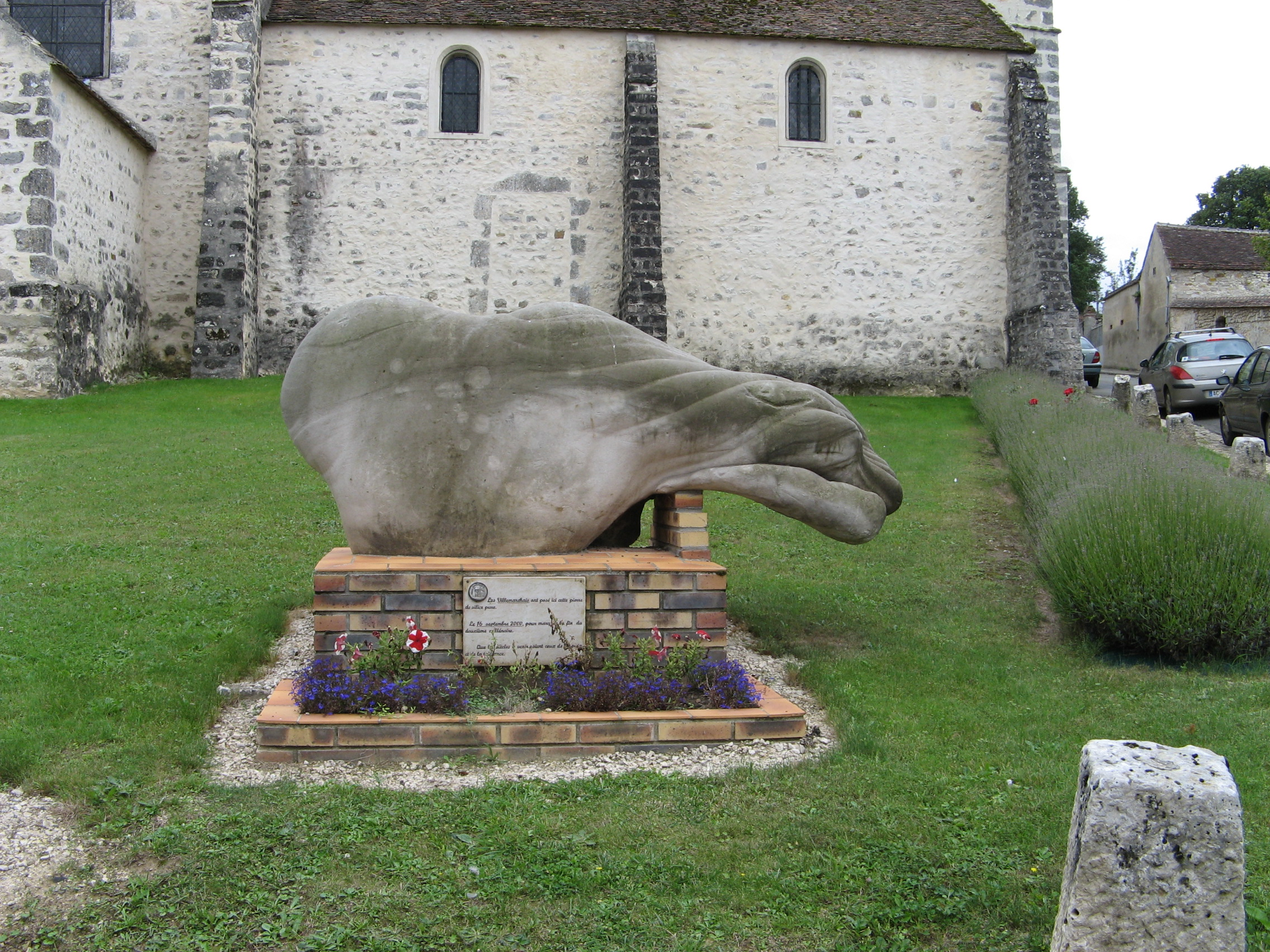
Villemaréchal - Monument à la fin du 2e millénaire - 2056.
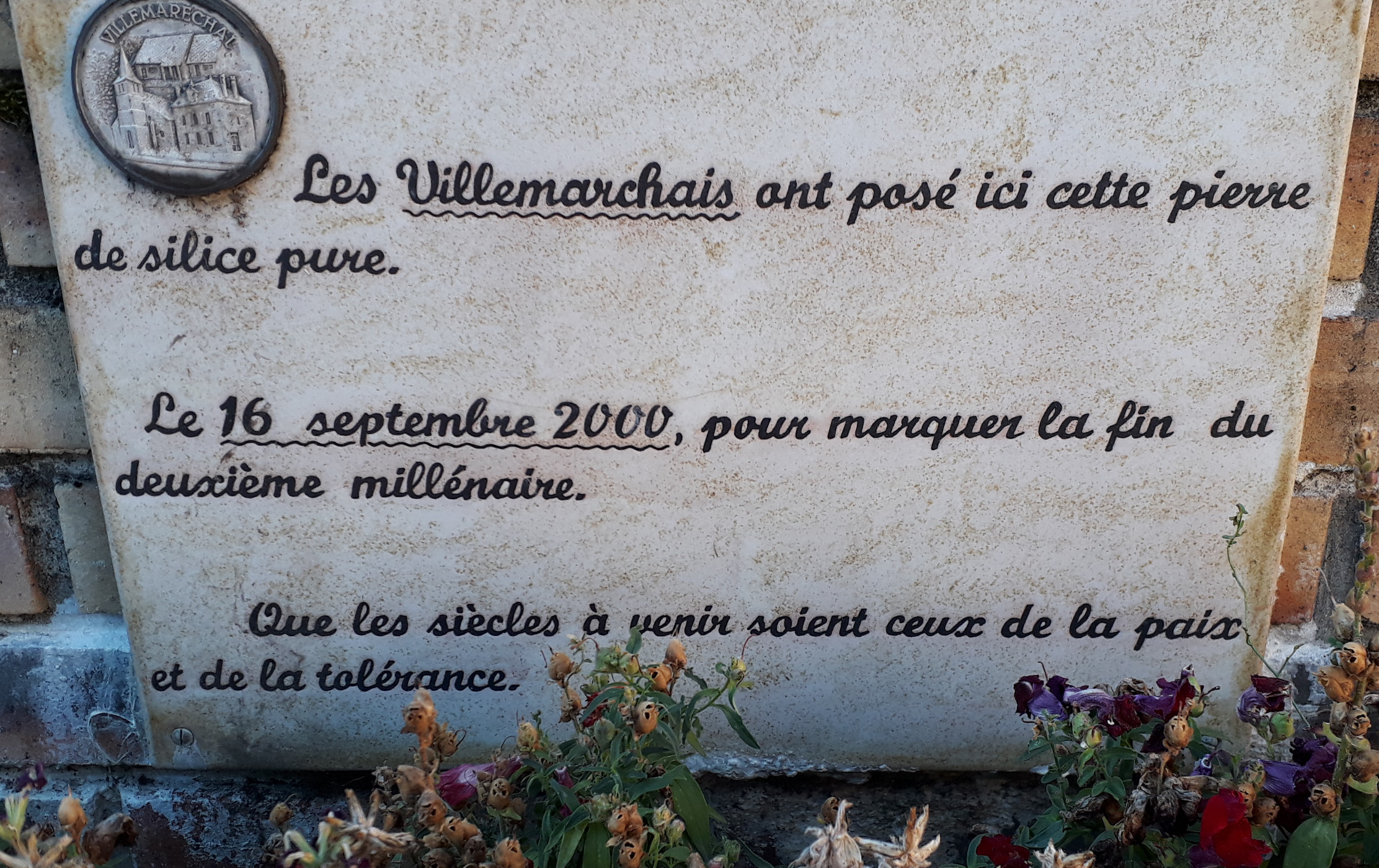
Villemaréchal Plaque AHVB.
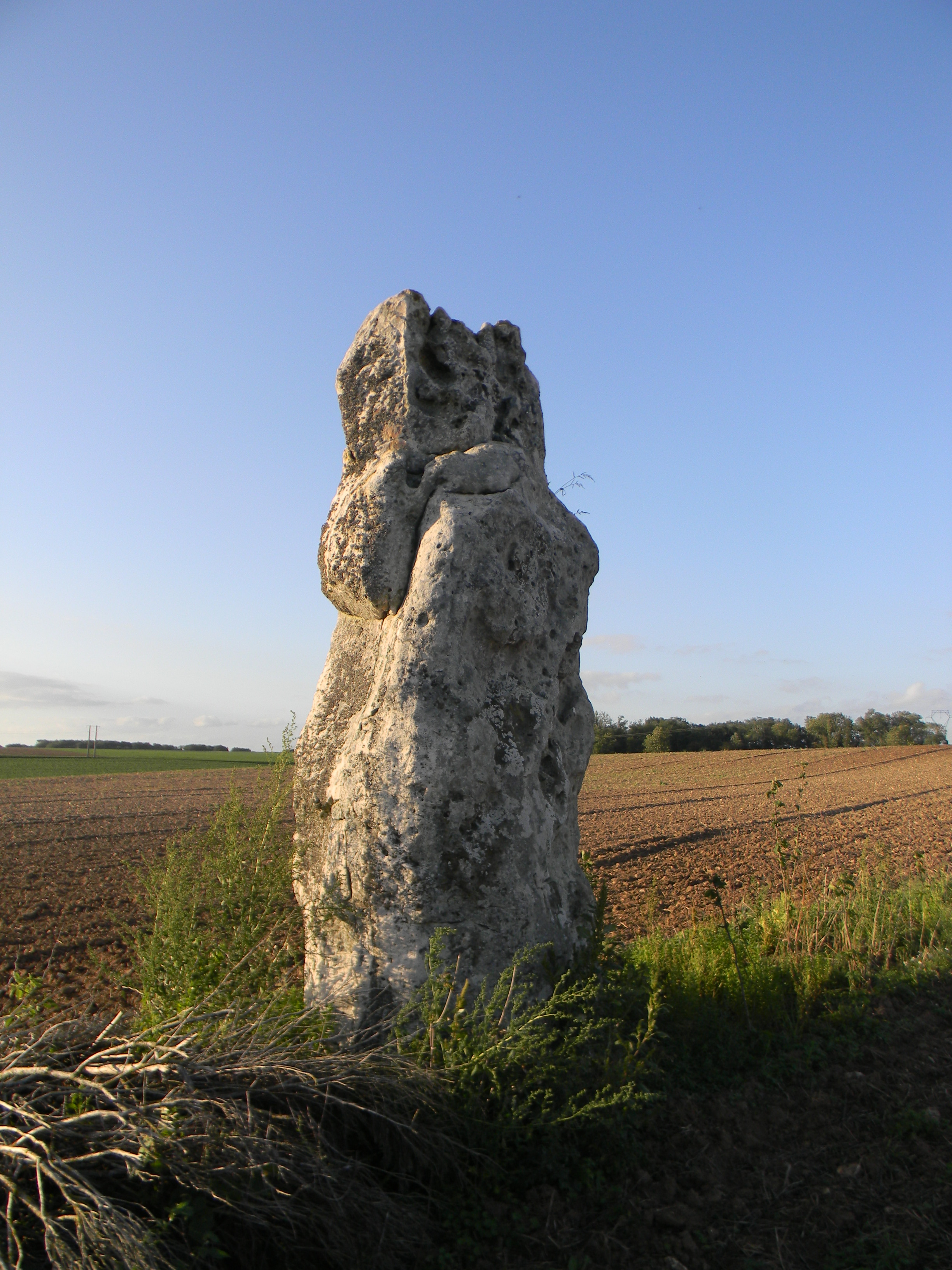
Menhir dit La Pierre Clouée de Nanteau-sur-Lunain.

### Personnalités liées à la commune
- Michel Modo, acteur français, a habité la commune dans les années 1990.
- Michel Dovaz, œnologue, auteur de nombreux livres sur le vin[53], était propriétaire d’une collection de plus de 50 voitures anciennes qu’il a conservées à Villemaréchal jusqu’en 1984. La collection se composait de voitures d’avant-guerre et d’après-guerre des marques les plus luxueuses (neuf Bugatti, neuf Lancia, quatre Alfa Romeo, quatre Lincoln, deux Ferrari, deux Lotus, deux Rolls Royce, deux Bentley...). La collection est devenue célèbre lorsqu'un photographe allemand, Herbert W. Hesselmann, a été autorisé à prendre en photos ces voitures[54]. Les photos de Hesselmann ont été publiées dans l'ouvrage "Belles endormies"[55].